# Санџак (1943—1945)
Санџак је од 1943. до 1945. године, у оквиру новог социјалистичког поретка који се изграђивао у Југославији, био третиран као засебна политичко-територијална јединица Југославије. У том периоду, врховну власт на ослобођеној територији Санџака чинило је Земаљско антифашистичко веће народног ослобођења Санџака (ЗАВНОС), најважније народно представничко, законодавано и извршно тело и политичко руководство НОБ-а у Санџаку.
Оснивачка скупштина ЗАВНОС-а одржана је 20. и 21. новембра 1943. у Пљевљима. У то време, подручје Санџака налазило се под окупацијом Сила Осовине и било је административно подељено између Црне Горе и Недићеве Србије, док су делови регије били у саставу ослобођене партизанске територије.
Први председник Председништва ЗАВНОС-а био је Сретен Вукосављевић. ЗАВНОС је имао следећу организациону структуру: Председништво, Извршни одбор, 7 одсека — управни, привредно-финасијски, просветни, информативно-пропагандни, социјални, здраствени и верски. Подручје на којем је ЗАВНОС имао јурисдикцију чинило је 8 санџачких срезова: дежевски, сјенички, прибојски, пријепољски, штавички, нововарошки, бјелопољски и пљеваљски.
Покренут је лист „Глас Санџака’’, орган ЗАВНОС-а, који је почео да излази 15. јуна 1944. године. Извршни одбор (влада Санџака) је био стално у покрету, а након коначног ослобођења Санџака 13. јануара 1945. године био је смештен у Новом Пазару.
Коначна арбитража о статусу Санџака извршена је на петој седници Председништва АВНОЈ-а која је одржана 24. фебруара 1945. године. Тада је истакнуто да положај Санџака треба решити на начин да се дежевски, сјенички, прибојски, пријепољски, штавички и нововарошки срез припоје федералној Србији, а бјелопољски и пљеваљски срез Црној Гори. 26−27. марта 1945. године у Новом Пазару је одржана Обласна конференција КПЈ за Санџак на којој су подржана опредељења АВНОЈ-а о будућности Санџака и донета је одлука о престанку рада овог партијског органа и оснивању Окружног Комитета КПЈ за Новопазарски округ, који је обухватао територију 6 данашњих санџачких општина у оквиру Републике Србије.
На Другом, а такође и последњем, заседању ЗАВНОС-а, 29. марта 1945. године, у Новом Пазару, донета је одлука о распуштању ЗАВНОС-а. Та одлука потврђена је на Трећем заседању АВНОЈ-а, 7. августа 1945. године.